# Chhuikhadan
Chhuikhadan là một thị xã và là một nagar panchayat của quận Rajnandgaon thuộc bang Chhattisgarh, Ấn Độ.

## Địa lý
Chhuikhadan có vị trí 21°32′B 80°59′Đ / 21,53°B 80,98°Đ Nó có độ cao trung bình là 337 mét (1105 foot).

## Nhân khẩu
Theo điều tra dân số năm 2001 của Ấn Độ, Chhuikhadan có dân số 6418 người. Phái nam chiếm 50% tổng số dân và phái nữ chiếm 50%. Chhuikhadan có tỷ lệ 71% biết đọc biết viết, cao hơn tỷ lệ trung bình toàn quốc là 59,5%: tỷ lệ cho phái nam là 79%, và tỷ lệ cho phái nữ là 63%. Tại Chhuikhadan, 12% dân số nhỏ hơn 6 tuổi.